# Navicordulia atlantica
Navicordulia atlantica är en trollsländeart som beskrevs av Machado och Costa 1995. Navicordulia atlantica ingår i släktet Navicordulia och familjen skimmertrollsländor. IUCN kategoriserar arten globalt som otillräckligt studerad. Inga underarter finns listade i Catalogue of Life.